# Viksjöfors
Viksjöfors – miejscowość (tätort) w Szwecji, w regionie administracyjnym (län) Gävleborg, w gminie Ovanåker.
Według danych Szwedzkiego Urzędu Statystycznego liczba ludności wyniosła: 264 (31 grudnia 2015), 256 (31 grudnia 2018) i 252 (31 grudnia 2019).